# Alfréd Hajós
Alfréd Hajós (Budapest, 1 de febrero de 1878 - 12 de noviembre de 1955) fue un nadador, futbolista y arquitecto húngaro. Tiene el honor de ser el primer campeón olímpico en natación.

## Biografía
Nació en Budapest, con el nombre de Arnold Guttmann, y a la edad de 13 años comenzó a verse capaz de convertirse en un gran nadador, después de que su padre muriera ahogado, tras caer al Río Danubio. Ello fue lo motivacional para convertirse en nadador profesional y que comience su historia.
Antes de participar en los Juegos Olímpicos, Hajós se había proclamado campeón de Europa de los 100 metros estilo libre en los años 1895 y 1896. Con dichas credenciales acudió a los Juegos Olímpicos de Atenas 1896, aunque le costó trabajo obtener el permiso de la universidad donde estudiaba arquitectura, ya que se trataba de la primera edición de los juegos modernos, y no contaban con la repercusión internacional de la actualidad.[cita requerida]
Los eventos de natación en los juegos atenienses se disputaron a mar abierto, en el Mediterráneo. El joven Hajós, de 18 años, consiguió sus dos victorias con una meteorología realmente fría (la temperatura del agua era de unos 10 grados Celsius), con olas de hasta cuatro metros. El nadador húngaro se impuso en los 100 metros estilo libre con un tiempo de 1 minuto y 22 segundos, y en la prueba de 1.200 metros estilo libre en 18:22. También pretendía ganar la prueba de los 500 metros, pero se disputó inmediatamente después de la de los 100 metros. Antes de la carrera de los 1.200, cubrió su cuerpo de una capa de un centímetro de grosor de grasa, pero comprobó que no fue una medida suficiente para combatir el intenso frío. Después de la carrera confesó que, una vez en el agua, sus deseos de vivir superaban completamente a los de ganar. Durante la cena honorífica de los campeones olímpicos, el príncipe Constantino de Grecia le preguntó que dónde había aprendido a nadar tan bien. Hajós le respondió "en el agua". Fue el más joven de los campeones de Atenas. A pesar de las dos victorias no le fueron entregadas las tradicionales medallas de oro, pues hasta 1904 no se comenzaron a entregar a los tres primeros clasificados.
Fue un atleta muy versátil. En el año 1898 se proclamó campeón de Hungría de los 100 metros lisos, así como de los 400 metros vallas y del lanzamiento de disco. También jugó como delantero en equipos del campeonato nacional húngaro de fútbol entre los años 1901 y 1903.
En 1924, como arquitecto especialista en instalaciones deportivas, participó en los eventos de arte de los Juegos Olímpicos de París. Su proyecto para un estadio, desarrollado junto a Dezső Lauber, fue premiado con la medalla de plata en diseño urbano. El jurado no otorgó ninguna medalla de oro en dicha modalidad.
La instalación deportiva más conocida diseñada por Hajós es el complejo de natación de Budapest, el cual lleva su nombre y se sitúa en Margitsziget, una isla del Danubio. Este complejo se construyó en 1930 y ha sido sede del Campeonato europeo de natación tanto de 1958 como de 2006 y del Campeonato Mundial de Natación de 2017.
En 1953, el Comité Olímpico Internacional otorgó a Alfréd Hajós el diploma al mérito olímpico. Es miembro del Hall of Fame Internacional de Natación, y en 1981 también se le hizo miembro del Hall of Fame Internacional de Deportistas Judíos.

## Edificios diseñados por Hajós
Sus primeros diseños tenían estilos de Art Nouveau y eclecticismo, pero más tarde se centró en un modernismo más puro, y se vio influenciado por estilos italianos.
- Hotel Aranybika, Debrecen
- Instituto Lőcsey, Debrecen

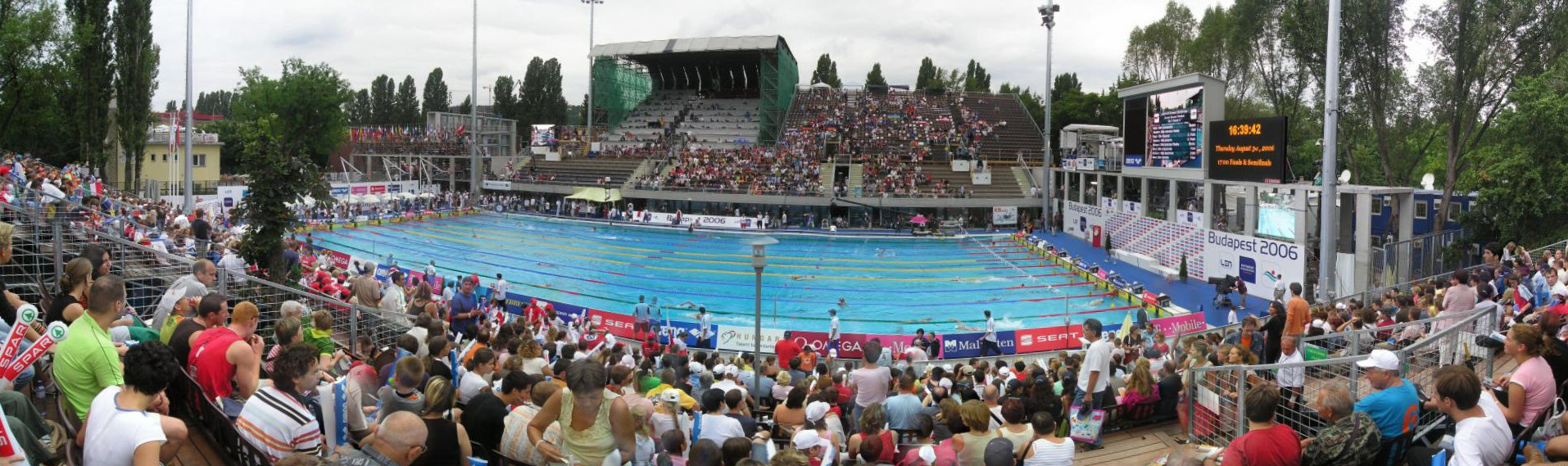
El Complejo Nacional de Natación Hajós Alfréd en los campeonatos europeos de 2006.

- Centro Eclesiástico Protestante, Budapest
- Estadio Szusza Ferenc, Budapest (1922)
- Complejo Nacional de Natación Hajós Alfréd, Budapest
- Polideportivo de Miskolc
- Polideportivo de Pápa
- Polideportivo de Szeged
- Polideportivo de Kaposvár
- Escuela femenina de Bratislava, Eslovaquia
- Népkert Vigadó, Jardín Popular de Miskolc
- Piscina de Ligetfürdő (1930)